# Joe Ferrante

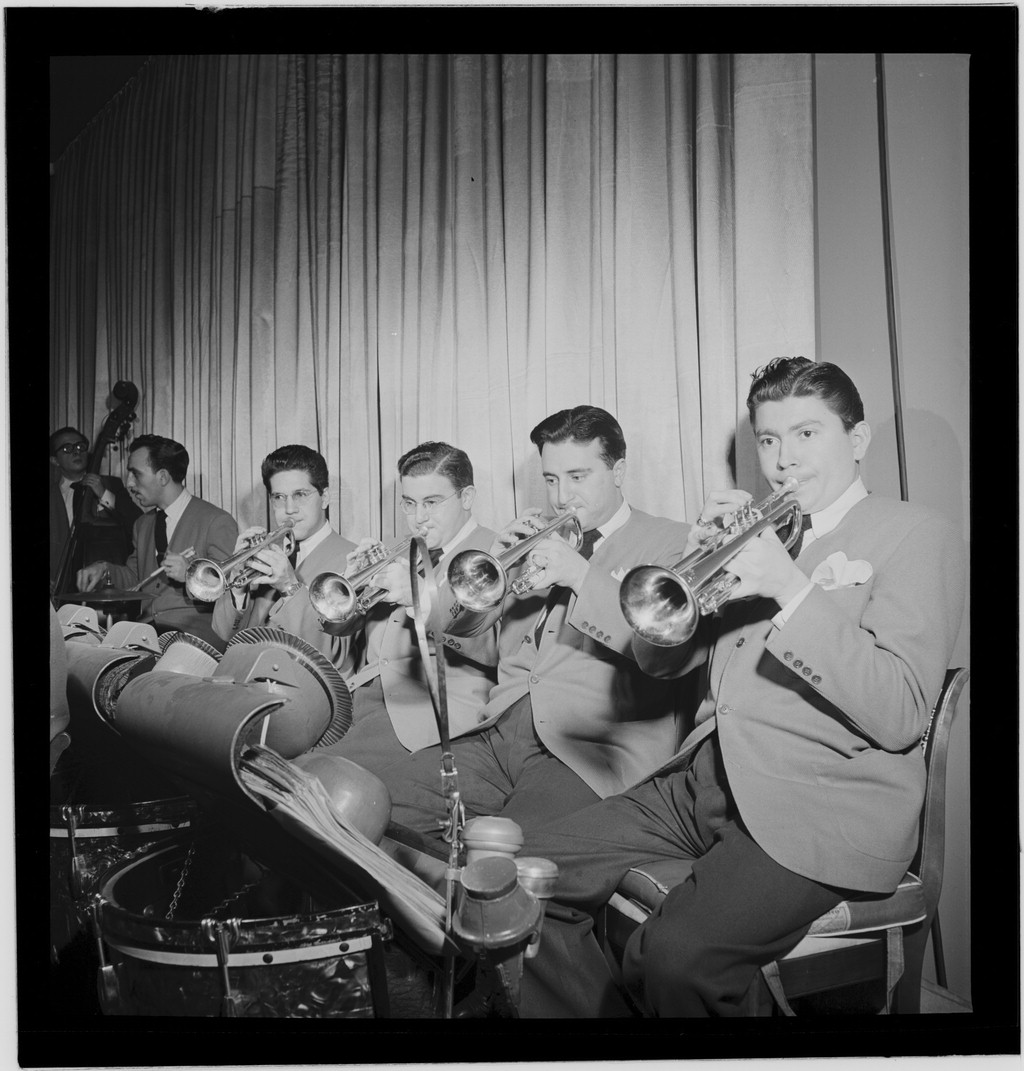
Portrait von John Chance (Bass), Paul Kashishian (Schlagzeug) sowie der Trompeter Nick Travis, Chuck Genduso, Joe Ferrante und Curly Broyles, die in den späten 1940er-Jahren die Trumpet Section bei Ray McKinley And His Orchestra bildeten. Aufnahme aus dem Hotel Commodore, Century Room, New York, N.Y., ca. Januar 1947, Foto von William P. Gottlieb.

Joseph „Joe“ Ferrante (* um 1925; † 2016) war ein US-amerikanischer Jazztrompeter, der vorwiegend als Bigbandmusiker aktiv war.

## Leben und Wirken
Ferrante spielte 1941 vertretungsweise bei Benny Goodman, 1942 bei Charlie Barnet („Things Ain’t What They Used to Be“). In den Nachkriegsjahren arbeitete er in New York City in den Orchestern von Ray McKinley (wo er u. a. mit Nick Travis die Trumpet Section bildete), Tex Beneke, Sam Donahue. In den 1950er- und 60er-Jahren arbeitete er u. a. im Sauter-Finegan Orchestra und den Ensembles und Orchestern von Les Elgart, Gene Krupa (Drummer Man, Verve 1956), Chubby Jackson, Joe Newman, Manny Albam, Osie Johnson, George Dale Williams, Maynard Ferguson, Bob Brookmeyer, Peanuts Hucko, Billy Butterfield, Woody Herman, George Romanis, George Russell, Buddy Rich, Art Farmer, Stan Getz (Big Band Bossa Nova, 1962) und Donald Byrd (I'm Tryin' to Get Home (Brass with Voices), Blue Note, 1968). In den frühen 1980er-Jahren spielte er noch im Charles Turner/Irv Cottler-Orchestra. Im Bereich des Jazz war er zwischen 1941 und 1983 an 137 Aufnahmesessions beteiligt, u. a. auch mit den Vokalisten Johnny Hartman, Jo Jo Johnson, Betty Carter, Frank Sinatra, Sylvia Syms, Leon Redbone, Betty Ward, Lee Wiley und Joe Williams.